# Armée de l'Alliance nationale démocratique de Birmanie

L'Armée de l'Alliance nationale démocratique de Birmanie (MNDAA) est un groupe de résistance armé de la région de Kokang, en Birmanie. L'armée existe depuis 1989, ayant été la première à signer un accord de cessez-le-feu avec le gouvernement birman. Le cessez-le-feu dure environ deux décennies,.

## Histoire
Le groupe est formé le 12 mars 1989, après que le chef local du Parti communiste local de Birmanie, Pheung Kya-shin (en) (également orthographié Peng Jia Sheng ou Phone Kyar Shin), mécontent du gouvernement communiste, se sépare et forme le MNDAA. Avec son frère, Peng Jiafu, ils deviennent la nouvelle unité de Kokang. L'armée comprend entre 1 500 et 2 000 hommes.
Les rebelles deviennent rapidement le premier groupe à accepter un cessez-le-feu avec les troupes gouvernementales. En tant que premier groupe de la région de l'État shan à signer un cessez-le-feu, le gouvernement central birman qualifie la région de Kokang contrôlée par le MNDAA de "Région spéciale 1 de l'État shan" (chinois : 缅甸掸邦第一特区 ; birman : မြန်မာနိုင်ငံ ရှ မ်းပြည်နယ်အထူးဒေသ ( ၁)). Après le cessez-le-feu, la région connaît un boom économique, la MNDAA et les troupes régionales des forces armées birmanes (Tatmadaw) profitant de l'augmentation des récoltes d'opium et du raffinage de l'héroïne. La région produit également de la méthamphétamine. Le MNDAA et d'autres groupes paramilitaires contrôlent les zones de culture, ce qui en fait une cible facile pour le trafic de drogue et les groupes du crime organisé. Le Peace Myanmar Group (en) blanchirait et réinvestirait les profits du MNDAA dans l'économie légale.

### Conflit de Kokang en 2009
En août 2009, l'Armée de l'Alliance démocratique nationale de Birmanie est impliquée dans un conflit violent avec les forces armées birmanes. Il s'agit de la plus grande flambée de combats entre les armées ethniques et les troupes gouvernementales depuis la signature du cessez-le-feu 20 ans plus tôt.
À la suite du conflit, le MNDAA perd le contrôle de Kokang et jusqu'à 30 000 réfugiés fuient vers la province du Yunnan, en Chine voisine. La région de Kokang devient la zone auto-administrée de Kokang (en) le 20 août 2010, mais elle est reconnue comme illégale par le MNDAA,.

### Offensive de 2015
Le 9 février 2015, le MNDAA tente de reprendre la zone, en affrontant les forces gouvernementales birmanes à Laukkai. Les escarmouches font au total 47 morts et 73 blessés parmi les soldats du gouvernement. Après plusieurs mois de conflit intense, les insurgés Kokang ne réussissent pas à capturer Laukkai. Après l'incident, le gouvernement chinois est accusé d'avoir fourni une assistance militaire aux soldats de l'ethnie Kokang.

### Affrontements de 2017
Le 6 mars 2017, des insurgés du MNDAA attaquent des postes de police et des postes militaires à Laukkai, entraînant la mort de 30 personnes,.

### Résistance post-coup d'État de 2021
Les affrontements avec la Tatmadaw reprennent après le coup d'État militaire, lorsque le MNDAA, aux côtés de ses alliés de l'Alliance des Trois Fraternités (l'Armée d'Arakan (AA) et l'Armée de libération nationale Ta'ang (TNLA)), attaquent un poste de police au sud de Lashio, tuant au moins 14 policiers et incendiant le poste. Le MNDAA et la TNLA lancent de nouvelles attaques dans plusieurs endroits du nord de l'État shan les 4 et 5 mai 2021, infligeant de lourdes pertes à l'armée birmane.
Le MNDAA participe à l'opération 1027 en octobre 2023, lançant des attaques coordonnées et s'emparant d'avant-postes militaires gouvernementaux allant de Lashio au canton de Hopang (en) dans le nord de l'État shan,. Le 28 octobre 2023, il est signalé que Chinshwehaw (en) est passé entièrement sous le contrôle du MNDAA pendant la guerre civile en cours. Le 5 janvier 2024, le MNDAA prend le contrôle total de Laukkai, la capitale de Kokang, après une reddition massive des dernières forces de la junte militaire birmane (SAC),. Le même jour, le MNDAA revendique la "libération" de Kokang. Le 11 janvier, la junte et l'Alliance des Trois Fraternités concluent un cessez-le-feu sous le parrainage chinois dans le nord de l'État shan. Le 25 juin, la TNLA annonce qu'elle reprend ses opérations militaires contre la junte en réaction aux violations répétées du cessez-le-feu et lance des attaques simultanées en coordination avec des groupes locaux du PDF. Le même jour, le MNDAA et ses alliés attaquent plusieurs bases militaires autour de Lashio et commencent à encercler la ville. Le 14 juillet, le groupe annonce une pause de quatre jours dans les combats pour éviter d'interférer avec la troisième session plénière du 20e Comité central du Parti communiste chinois.
Le 2 septembre, le SAC déclare le MNDAA groupe terroriste.

## Critique
Le MNDAA procède à de nombreuses exécutions publiques. L'Union européenne condamne ces exécutions « dans les termes les plus forts », les qualifiant de « châtiment inhumain et dégradant qui représente un déni ultime de la dignité humaine. Le groupe est également accusé de recruter de force des travailleurs migrants comme combattants et d'exécuter des déserteurs. »